# Argyrophora trofonia
Argyrophora trofonia är en fjärilsart som beskrevs av Pieter Cramer 1779. Argyrophora trofonia ingår i släktet Argyrophora och familjen mätare. Inga underarter finns listade i Catalogue of Life.